# Ринкон-де-Ромос (муниципалитет)
Ринкон-де-Ромос (исп. Rincón de Romos) — муниципалитет в Мексике, штат Агуаскальентес, административный центр — город Ринкон-де-Ромос.

## Состав
В 2010 году в состав муниципалитета входило 355 населённых пунктов. Крупнейшие из них:
| Русское название       | Испанское название     | Население, 2010 год |
| Всего в муниципалитете | Всего в муниципалитете | 49 156              |
| Ринкон-де-Ромос        | Rincón de Romos        | 27 988              |
| Пабельон-де-Идальго    | Pabellón de Hidalgo    | 4316                |
| Пабло-Эскалерас        | Pablo Escaleras        | 2790                |
| Сан-Хасинто            | San Jacinto            | 2356                |
| Эль-Бахио              | El Bajío               | 1278                |